# Mecicobothrioidea
Mecicobothrioidea è una  superfamiglia di aracnidi migalomorfi che comprende due famiglie:
- Mecicobothriidae HOLMBERG, 1882
- Microstigmatidae ROEWER, 1942